# Carl August Bächtold
Carl August Bächtold (* 15. Februar 1838 in Merishausen; † 5. Februar 1921 in Schaffhausen) war ein Schweizer evangelischer Pfarrer, Lehrer und Heimatforscher.

## Leben
Carl August Bächtolds Grossvater war der Arzt Johannes Bächtold, sein Vater der Pfarrer von Merishausen, Johann Caspar Bächtold. Carl August besuchte das Gymnasium in Schaffhausen und war dort Schüler bei Karl Knies. Dieser legte ihm und seinem Schulkameraden Ernst Wilhelm Götzinger das Studium der Germanistik und der Theologie nahe. Bächtold studierte dann von 1856 bis 1859 Theologie an der Universität Basel, Kommilitonen waren Götzinger und weitere Schaffhauser – etwa Gottlob Kirchhofer und Johannes Meyer – und besuchte anschliessend für ein Semester die Universität Tübingen. Krankheitsbedingt konnte er das Studium in Tübingen nicht verlängern.
Er wurde Vikar in Gächlingen und legte die theologische Prüfung in Schaffhausen ab. 1862 wurde er Nachfolger von Pfarrer Mezger in Gächlingen. 1869 wurde er zum Pfarrer auf der Steig in Schaffhausen berufen. Dieses Amt übte er bis 1912 aus. Daneben war er als Religions- und Geschichtslehrer an der Knabenrealschule tätig. Von 1874 bis 1894 war er Stadtschulrat und Leiter der Ministerialbibliothek, von 1890 bis 1918 Stadtbibliothekar und von 1912 bis 1918 Stadtarchivar am Stadtarchiv Schaffhausen. Bereits 1871 wurde er Mitglied des Historischen Vereins Schaffhausen.
Auf die Nachricht, dass der  Literarische Verein zu Stuttgart die Chronik des Johann Jakob Rüeger herausgeben wolle, fertigte er eine Abschrift der Chronik an. Eine eigens gegründete Kommission beschloss am 9. Juli 1878 die Herausgabe der Rüegerschen Chronik, die ab 1892 in drei Teilen (in zwei Bänden) erschien. Mitarbeiter dabei waren zumeist die Mitglieder des Historischen Vereins, unter anderen auch Johann Heinrich Bäschlin und Albert im Thurn.
1903 wurde Bächtold von der Philosophischen Fakultät der Universität Zürich mit dem Titel eines Ehrendoktors ausgezeichnet. Er veröffentlichte neben zahlreichen Arbeiten zur Schaffhauser Geschichte auch rechts- und kirchengeschichtliche Abhandlungen. 1918 legte er nach einem Schlaganfall alle Ämter nieder.

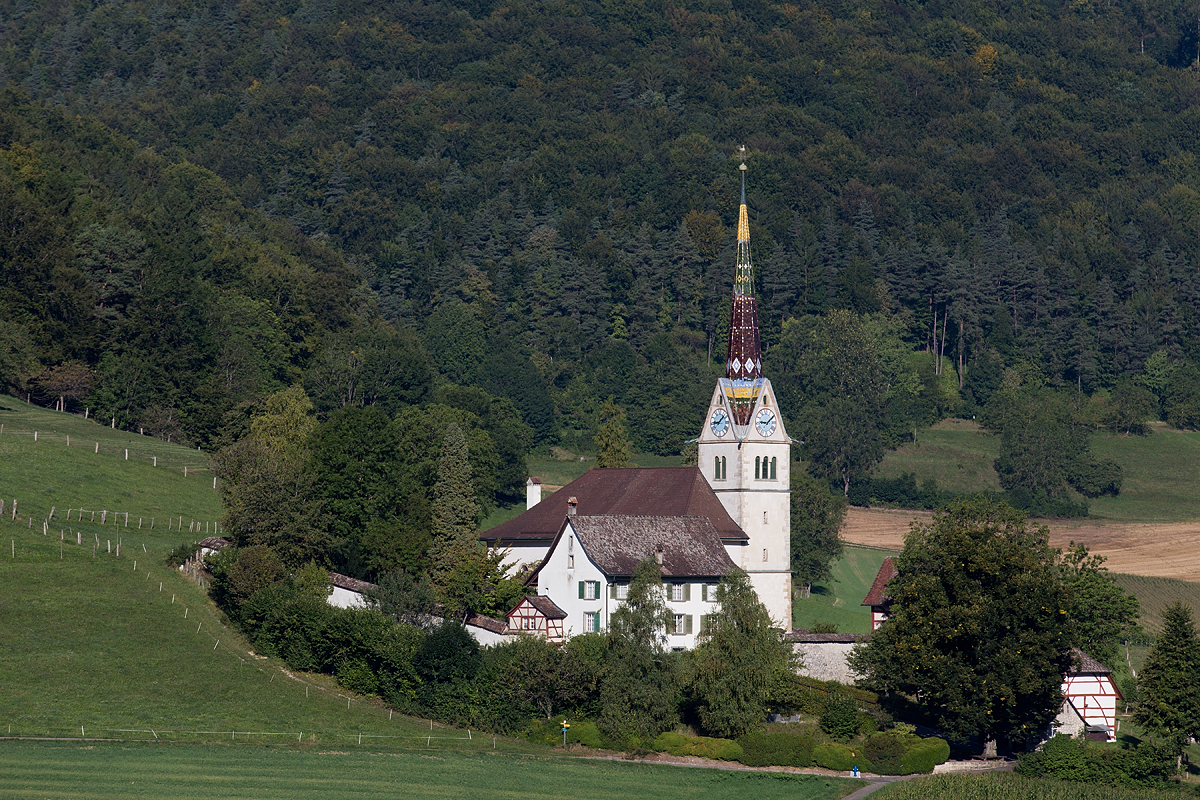
Kirche und Pfarrhaus in Merishausen, Elternhaus von Carl August Bächtold